# Neutralisation (Radsport)
|  | Artikel eintragen | Dieser Artikel wurde aufgrund von inhaltlichen Mängeln in der Qualitätssicherung des Portals Radsport eingetragen. Dies geschieht, um die Qualität der Artikel aus dem Themengebiet Radsport auf ein akzeptables Niveau zu bringen. Bitte hilf mit, die inhaltlichen Mängel dieses Artikels zu beseitigen, und beteilige dich bitte an der Diskussion! |  |

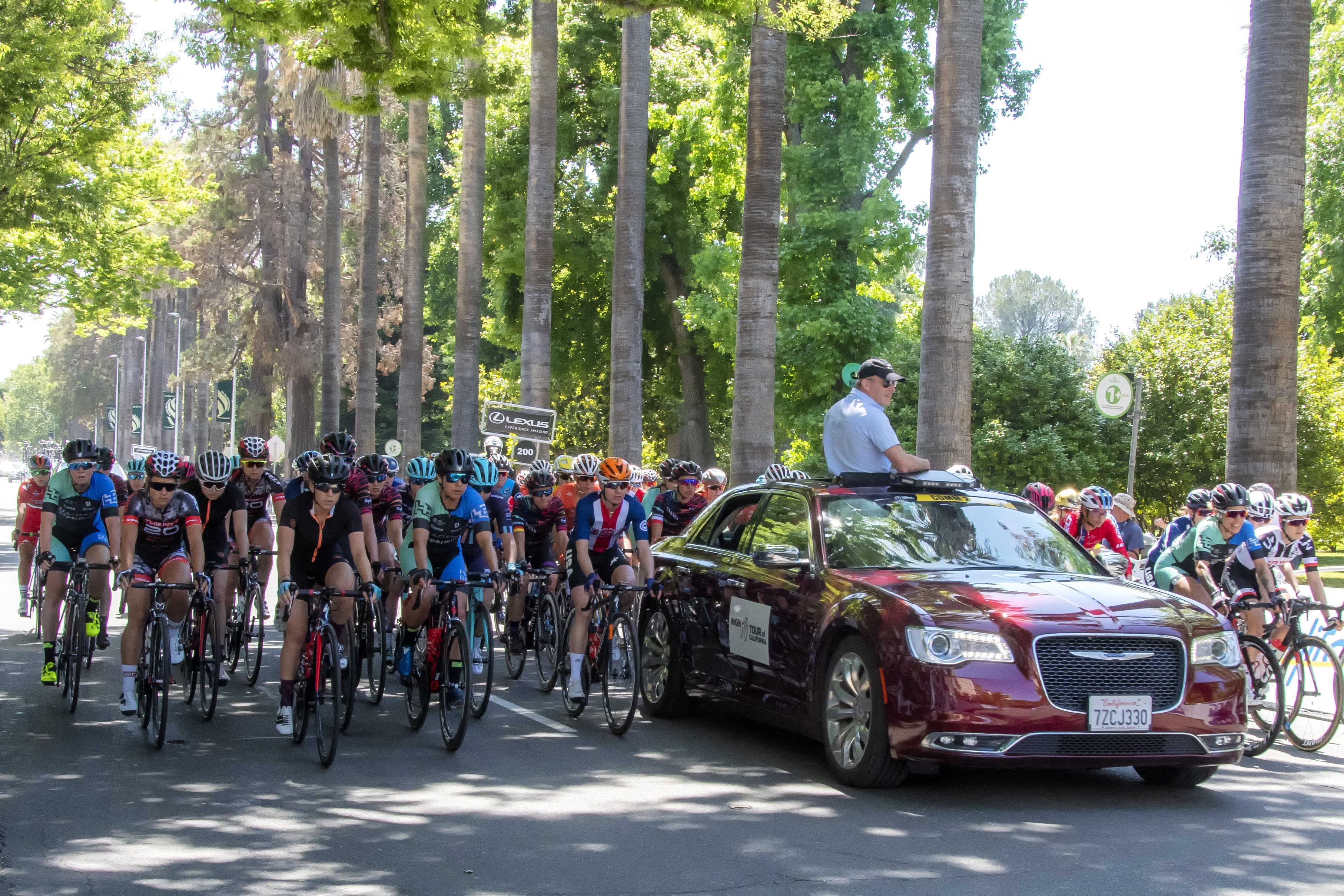
Fahrerfeld nach einem neutralisierten Start hinter dem Rennleiter (3. Etappe Frauen der Tour of California 2018)

Die Neutralisation ist eine Phase im Radsport, bei der das Rennen vorübergehend unterbrochen oder kontrolliert wird. Oft betrifft es die Startphase des Rennens. Die Regeln der Neutralisation kommen vor allem im Straßenradsport und im Bahnradsport zur Anwendung.

## Straßenradsport
Am häufigsten ist die Neutralisation beim Straßenradsport: Auf der Strecke vom neutralisierten Start bis zum Rennstart darf kein Angriff erfolgen, die Fahrer dürfen das vorausfahrende Fahrzeug des Rennleiters nicht überholen. Die Neutralisation ist besonders bei Etappenrennen häufig, um die Sturzgefahr zu reduzieren, kommt aber auch bei Eintagesrennen vor wie Mailand–Sanremo, der Flandern-Rundfahrt oder Paris–Roubaix.
Eine Neutralisation sorgt für eine ruhigere Startphase, was die Sicherheit erhöht und zugleich das Erlebnis für die Zuschauer verbessert. Denn einerseits passiert das Fahrerfeld die Zuschauer gemächlich, und andererseits kann trotz verwinkelter, enger Straßen in Innenstädten gestartet werden, wo die Sturzgefahr bei vielen Fahrern besonders groß ist. Eine hohe Attraktivität für die Zuschauer liegt auch im Interesse der gastgebenden Startorte.
Bei Rennstart – meist außerhalb von Ortschaften auf breiten, geraden Strecken – sind die Fahrer nach einem neutralisierten Start schon aufgewärmt. Eine Neutralisation kann sich über eine Strecke von einem bis zu zehn Kilometern hinziehen. Auf diesem Streckenteil wird das Fahrerfeld vom Rennleiter angeführt, der das Tempo bestimmt.
Auch Wetterbedingungen können ein Grund für eine Neutralisation sein, um die Unfallgefahr zu verringern. So musste das Eintagesrennen Mailand–Sanremo 2013 wegen Schneefall nach 117 Kilometern von der Rennleitung neutralisiert und später neu gestartet werden. Auch die 19. Etappe der Tour de France 2019 musste wegen extremen Wetterbedingungen und Erdrutschen auf der Strecke abgebrochen werden – die Wertung erfolgte aufgrund der Passage bei Kilometer 89. Bei der 6. Etappe des Giro d’Italia 2025 kam es nach 155 Kilometern auf rutschigen, regennassen Straßen zu einem Massensturz, worauf die Etappe neutralisiert und nur die Zieleinfahrt gewertet wurde. Kürzungen oder Absagen von Etappen aus Sicherheitsgründen wegen schlechtem Wetter sind oft umstritten. Andererseits haben in anderen Fällen auch schon die Fahrer sich entschieden, aufgrund schlechten Wetters gemeinsam ins Ziel zu rollen.
Bei der Straßenradsport-Weltmeisterschaften 2023 in Glasgow musste das Rennen mittendrin neutralisiert werden, weil Protestierende die Strecke blockierten.

## Bahnradsport
Auch im Bahnradsport können Massenstarts mit einer oder mehreren neutralisierten Runden erfolgen, so dass es zu einem sogenannten fliegenden Start kommt.:12
Bei Stürzen zahlreicher Fahrer nach Massenstart kann das Rennen durch die Rennleitung neutralisiert werden: Die verbliebenen Fahrer müssen geschlossen weiterfahren, bis dass neutralisierte Rennen wieder freigegeben wird. Die neutralisierte Phase wird mit einer gelben Fahne angezeigt. Nach Stürzen, Defekten oder anderen Rennvorfällen können einzelne Fahrer eine Neutralisation und eine Laufwiederholung verlangen.:14 f. Während des letzten Rennkilometers können neutralisierte Fahrer das Rennen nicht wieder aufnehmen und werden anhand der erreichten Punkte zum Zeitpunkt des Sturzes oder Defektes gewertet.:27
Beim Zweier-Mannschaftsfahren gilt der abgelöste Fahrer als neutralisiert.